# 无后基因
无后基因（Fruitless，符号为fru）是黑腹果蝇的一种基因，能够编码好几种转录因子蛋白。普通的fru基因的功能对发展一些求偶必须的解剖结构是必要的，包括支配果蝇进行性行为的肌肉所需要的运动神经元。该基因在哺乳动物中没有同源基因，但在冈比亚按蚊这样亲缘关系较远的物种中对性别决定起作用。无后基因是一个或一组基因如何控制涉及先天行为的神经元的功能或发育的典型例子。Fru基因的研究得到了大众媒体的关注，因为它引发了关于人类性取向遗传学和以及性别与攻击性关联的讨论。

## 结构和功能
雄蝇的无后基因发生突变，会引起性行为的改变。果蝇的求爱过程包括一个复杂的雄性主动发起的仪式，fru等位基因突变会以不同方式干扰到这种仪式；fru对于仪式的每一步是必要的。一些突变的等位基因会完全阻止整个求偶行为，而其他一些则扰乱求偶中的单一步骤。值得注意的是，一些功能损耗的基因会改变或消除性取向。
fru基因跨度约130kbp，cDNA长2846bp，有至少四个启动子，每个都能编码一种蛋白质，这种蛋白质含有BTB结构域和一个锌指结构。选择性剪接在5'和3'端均发生，并且有几种形式（雄性和雌性特有的剪接后产物不包括在内）。虽然已经知道有很多基因会影响雄性求爱行为，fru被认为是值得特别注意，因为它表现出的性别特异性选择性剪接。第一个启动子P1转录物包含S外显子，由性别决定因子tra、tra2控制，tra在雄性中无活性，S外显子能够融合到fru转录物中，雄性特异蛋白增至101个氨基酸。雌性中tra与P1前体mRNA结合，阻止转录物翻译。当雌性产生雄性剪接的基因产物，它们的行为就与雄性无异。不产生雄性特异性产物的雄蝇不能求爱，不能生育。fru基因位点也控制数百种其他基因的表达，其中有一些会对果蝇的行为发生影响。
位于果蝇3号染色体的fru基因有13种转录产物，主要在部分运动神经元和腹部肌肉中表达。